# Cnemolia mima
Cnemolia mima är en skalbaggsart som beskrevs av Jordan 1903. Cnemolia mima ingår i släktet Cnemolia och familjen långhorningar. Inga underarter finns listade i Catalogue of Life.